# Kabhi Kabhie
Kabhi Kabhie (tłum: "Czasami", in. tytuły Sometimes... "Kabhi Kabhi – Love Is Life") to bollywoodzki dramat miłosny wyreżyserowany przez Yasha Choprę. W rolach głównych Waheeda Rehman, Shashi Kapoor, Amitabh Bachchan, Raakhee Gulzar, Neetu Singh i Rishi Kapoor. To drugi film Yasha Chopry z Amitabhem Bachchanem i Shashi Kapoorem (po Deewaar). Ze względu na świetnie zagrane role i muzykę Khayyama film był wielkim sukcesem kasowym. Dziś zalicza się do indyjskich klasyków filmowych. Kręcono go m.in. w Kaszmirze w bardzo rodzinnej atmosferze. W scenach wesela brali udział członkowie rodzin aktorów. Ponadto zdjęcia nagrywane były też w Delhi i w stanach Uttar Pradesh i Himachal Pradesh.

## Obsada
- Amitabh Bachchan – Amitabh "Amit" Malhotra
- Shashi Kapoor – Vijay Khanna
- Rishi Kapoor – Vikram "Vicky" Khanna
- Waheeda Rehman – Anjali Malhotra
- Raakhee Gulzar – Pooja Khanna
- Neetu Singh – Pinky Kapoor really Pinky Malhotra
- Simi Garewal – Shobha Kapoor
- Parikshat Sahni – Dr. R.P. Kapoor
- Naseem – Sweety Malhotra

## Muzyka i piosenki
Khayyam został nagrodzony za muzykę do tego filmu (podobnie jak za muzykę do Umrao Jaan). Film zawiera następujące piosenki:
- Kabhi Kabhi – Kishor
- Kabhi Kabhi – Amitabh
- Kabhi Kabhi – Lata And Mukesh
- Main Har Ek Pal Ka Shair Hoon
- Main Pal Do Pal Ka Shaayar Hoon
- Mere Ghar Aayee Ek Nanhi Pari
- Pyar Kar Liya To Kya
- Surkh Jodeki Yeh Jagmagahat
- Tere Chehere Se Nazar Nahin